# Stephen Milligan
Stephen David Wyatt Milligan (* 12. Mai 1948 in Godalming; Surrey; † 7. Februar 1994 in London) war ein britischer Journalist und Politiker der Konservativen. Er war von 1992 bis 1994 im House of Commons, dem Unterhaus des britischen Parlaments, für den Wahlbezirk Eastleigh. Er starb vermutlich durch Selbststrangulation bei einem Atemkontroll-Spiel.

## Frühes Leben
Milligan wurde in Godalming, Surrey, am 12. Mai 1948 als Sohn von David Milligan, ein Sekretär des House of Fraser, und von Ruth Seymour, einer Ballettlehrerin. Er studierte Philosophy, Politics and Economics am Bradfield College und Magdalen College, Oxford. Während seiner Zeit in Oxford wurde er sowohl Präsident der Oxford Union als auch der Oxford University Conservative Association.

## Karriere
Nach seinem Studium arbeitete er in verschiedensten Position im Journalismus, beispielsweise bei The Economist, BBC Radio 4 und The Sunday Times. 1976 schrieb er ein Buch über britische Gewerkschaften in den 1970er Jahren mit dem Titel „The New Barons“.
Milligan verließ die Konservative Partei, als sich die Social Democratic Party 1981 gründete. Allerdings trat er den Konservativen wieder bei. Im Jahr 1991 wurde er secretary of the Conservative Foreign and Commonwealth Council und ein Mitglied der als moderat geltenden Bow Group. In der Britische Unterhauswahl von 1992 wurde er als Mitglied des Unterhauses für Eastleigh gewählt. Er wurde als parliamentary private secretary für den damaligen Verteidigungsminister Jonathan Aitken bestellt.

## Tod
Er verstarb durch Strangulation am 7. Februar 1994. Milligan wurde an diesem Tag von seiner Sekretärin Vera Taggart aufgefunden, da er zu einer Sitzung im House of Commons nicht erschien. Es wurde vermutet, es könnte sich um Suizid gehandelt haben, allerdings gab der Bericht des Gerichtsmediziners als Grund Death by misadventure an.